# Septimana Philosophica
Il Septimana Philosophica è un libro di alchimia scritto da Michael Maier. Fu pubblicato da Lucas Jennis nel 1620 a Francoforte e stampato da Hartmann Palthenius. 
Scritto in latino, il Septimana Philosophica può essere considerato uno dei testi più importanti della letteratura alchemica. 

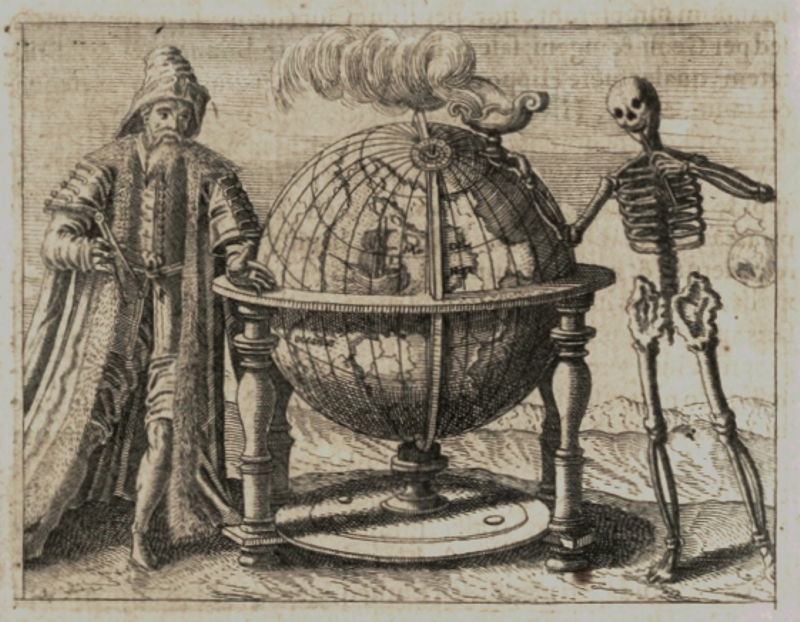
Incisione da Septimana Philosophica, 1620

Il frontespizio è stato inciso da Balthasar Schwan. Il titolo completo del libro è Septimana Philosophica: Qua Aenigmata Aureola de omni Naturae genere a Solomone Israelitarum Sapientissimo Rege, et Arabiae Regina Saba, nec non Hyramo, Tyri Principe, sibi invicem in modum Colloquii proponuntur et enodatur.

## Contenuto
Il libro è diviso in sette parti, ognuna delle quali rappresenta un giorno della settimana. Il testo viene descritto come un'opera di filosofia ermetica, che contiene una serie di lezioni e discorsi su diversi argomenti alchemici. In esso, Maier utilizza spesso immagini e allegorie per rappresentare i concetti dell'alchimia, spiegando il significato di simboli e figure come il Sole, la Luna, il fuoco e l'acqua.
Salomone, la Regina di Saba e Hiram di Tiro discutono dei segreti dell'universo. Per sei giorni della settimana, essi indagano la natura dell'universo dai minerali fino all'essere umano, trattato nel settimo giorno, che è sabato. La conversazione sull'uomo è illustrata con una stampa che rappresenta un globo terrestre, con ai suoi lati una figura maschile con un compasso, e uno scheletro che regge un vaso con un contenuto fumante.